# العلاقات النيكاراغوية النيوزيلندية
العلاقات النيكاراغوية النيوزيلندية هي العلاقات الثنائية التي تجمع بين نيكاراغوا ونيوزيلندا.

## مقارنة بين البلدين
هذه مقارنة عامة ومرجعية للدولتين:
| وجه المقارنة                                              | نيكاراغوا        | نيوزيلندا                                              |
| --------------------------------------------------------- | ---------------- | ------------------------------------------------------ |
| المساحة (كم2)                                             | 130.38 ألف       | 268.02 ألف                                             |
| عدد السكان (نسمة)                                         | 6.22 مليون       | 4.24 مليون                                             |
| الكثافة السكانية (ن./كم²)                                 | 47.71            | 15.82                                                  |
| العاصمة                                                   | ماناغوا          | ويلينغتون، أوكلاند                                     |
| اللغة الرسمية                                             | اللغة الإسبانية  | لغة إنجليزية، اللغة الماورية، لغة الإشارة النيوزيلندية |
| العملة                                                    | كوردبا نيكاراغوا | دولار نيوزيلندي، الجنيه النيوزيلندي                    |
| الناتج المحلي الإجمالي (بليون دولار)                      | 13.81 مليار      | 205.85 مليار                                           |
| الناتج المحلي الإجمالي (تعادل القوة الشرائية) بليون دولار | 31.63 مليار      |                                                        |
| الناتج المحلي الإجمالي الاسمي للفرد دولار أمريكي          | 2.09 ألف         |                                                        |
| الناتج المحلي الإجمالي للفرد دولار أمريكي                 | 4.92 ألف         |                                                        |
| مؤشر التنمية البشرية                                      | 0.631            | 0.914                                                  |
| رمز المكالمات الدولي                                      | +505             | +64                                                    |
| رمز الإنترنت                                              | .ni              | .nz                                                    |
| المنطقة الزمنية                                           | 00               | ت ع م+13:00، ت ع م+12:00                               |

## منظمات دولية مشتركة
يشترك البلدان في عضوية مجموعة من المنظمات الدولية، منها:
| علم المنظمة | اسم المنظمة                               | تاريخ انضمام نيكاراغوا | تاريخ انضمام نيوزيلندا |
| ----------- | ----------------------------------------- | ---------------------- | ---------------------- |
|             | منظمة حظر الأسلحة الكيميائية              | ?                      | ?                      |
|             | البنك الدولي للإنشاء والتعمير             | 14 مارس 1946           | 31 أغسطس 1961          |
|             | منظمة التجارة العالمية                    | ?                      | ?                      |
|             | المركز الدولي لتسوية المنازعات الاستشارية | 19 أبريل 1995          | 2 مايو 1980            |
|             | الأمم المتحدة                             | 24 أكتوبر 1945         | 24 أكتوبر 1945         |
|             | منظمة الشرطة الجنائية الدولية             | ?                      | ?                      |
|             | وكالة ضمان الاستثمار متعدد الأطراف        | 12 يونيو 1992          | 22 أبريل 2008          |
|             | يونسكو                                    | 22 فبراير 1952         | 4 نوفمبر 1946          |
|             | مؤسسة التنمية الدولية                     | 30 ديسمبر 1960         | 1 أكتوبر 1974          |
|             | مؤسسة التمويل الدولية                     | 20 يوليو 1956          | 31 أغسطس 1961          |
|             | الاتحاد البريدي العالمي                   | ?                      | ?                      |
|             | الاتحاد الدولي للاتصالات                  | 12 مايو 1926           | 3 يونيو 1878           |

## وصلات خارجية
- موقع وزارة الخارجية النيكاراغوية
- موقع وزارة الخارجية النيوزيلندية